# Corzano
Corzano est une commune italienne d'environ 1 400 habitants située dans la province de Brescia, dans la région Lombardie, dans le Nord de l'Italie.

## Monuments et patrimoine
Palazzo Maggi du XVIe siècle

## Administration
| Période                                  | Période | Identité | Étiquette | Qualité |
| ---------------------------------------- | ------- | -------- | --------- | ------- |
|                                          |         |          |           |         |
| Les données manquantes sont à compléter. |         |          |           |         |

### Hameaux
Bargnano, Meano, Montegiardino

### Communes limitrophes
Barbariga, Brandico, Comezzano-Cizzago, Dello, Longhena, Pompiano, Trenzano